# Jan van Gennep
Jan van Gennep, heer van Mijnsheerenland, (Rotterdam, 14 februari 1830 – Den Haag, 8 juni 1911) was een Nederlands advocaat, wethouder en politicus voor de Vrije Liberalen en de Liberale Unie.

## Levensloop
Jan van Gennep werd geboren als een zoon van de rechter Arnoldus van Gennep (1790-1876) en Elisabeth van Assendelft de Coningh, en een kleinzoon van de politicus Arnoldus van Gennep (1766-1846). Van Gennep studeerde Romeins en hedendaags recht aan de Hogeschool Leiden. Hij begon zijn carrière als advocaat te Batavia. Daarna was hij lid van de gemeenteraad van Rotterdam. Van 1877 tot 1878 was hij daar wethouder. Van 19 november 1878 tot 27 maart 1888 was hij werkzaam als lid van de Tweede Kamer der Staten-Generaal. Van 1 mei 1888 tot 20 maart 1894 functioneerde van Gennep als lid van de Eerste Kamer der Staten-Generaal en van 5 april 1897 tot 8 juni 1911 was hij lid van de Raad van State.

## Ridderorde
- Ridder in de Orde van de Nederlandse Leeuw